# 마리 추 메클렌부르크슈베린 대공녀
메클렌부르크슈베린의 마리 대공비(러시아어: Мария Александрина Элизабета Элеонора Мекленбург-Шверинская)는 제정 러시아의 황족으로, 차르 알렉산드르 2세의 아들인 블라디미르 알렉산드로비치 대공의 아내이다. 본명은 마리 알렉산드린 엘리자베트 엘리노어(독일어: Marie Alexandrine Elisabeth Eleonore)"였으나, 러시아의 대공비가 되면서 마리야 파블로브나(Maria Pavlovna)라는 러시아식 이름으로 개명하였다. 시조카이자 동명이인인 마리야 파블로브나 여대공과 구분하기 위하여 대(大) 마리야 파블로브나(Maria Pavlovna the Elder)로도 불렸으며 흔히 미헨(Miechen)이라는 별칭으로도 불렸다.

## 생애

### 결혼과 러시아 생활
1854년 독일의 대공국 중 하나인 메클렌부르크슈베린에서 대공 프리드리히 프란츠 2세와 대공비인 로이스-쾨스트리츠의 아우구스타 사이에서 태어났다. 이름이 알려져 있지 않은 왕족과 약혼한 것으로 알려졌으나, 제정 러시아의 대공인 블라디미르 알렉산드로비치 대공으로부터 청혼을 받자 전 약혼자와의 약혼을 깨고 1847년 4월 22일 블라디미르 대공과 결혼하였다.
대공의 아버지인 알렉산드르 2세는 신부가 친정의 종교인 루터파에서 황실의 종교인 러시아 정교회로의 개종을 거부하는 것을 이유로 결혼을 허락하지 않았으나, 결국 승낙하였다. 마리 대공비는 결혼 후에도 여전히 루터파 신앙을 유지했으나 후일 아들 키릴 블라디미로비치 대공이 유력한 황위계승자 후보가 되자 아들을 위하여 말년에 러시아 정교회로 결국 개종하였다.
동서이자 알렉산드르 3세의 황후였던 마리야 표도로브나 황후와는 경쟁적인 관계를 유지하며 러시아 사교계에서 강력한 영향력을 행사했고, 이런 연유로 마리 대공비는 대공비들 중 가장 강력한 대공비(the grandest of the grand duchesses)라는 평판을 얻었다. 이러한 영향력은 알렉산드르 3세가 사망하고 니콜라이 2세가 즉위하여 황실의 안주인이 알렉산드라 표도로브나 황후로 바뀐 뒤에도 계속되었다. 그러나 비사교적이었던 알렉산드라 표도로브나 황후와의 관계는 소원하였다.
마리 대공비와 알렉산드라 황후의 관계는 대공비의 3남 보리스 블라디미로비치 대공과 니콜라이 2세의 장녀 올가 니콜라예브나 여대공의 혼사가 황후의 반대로 깨지면서 소원했던 것에서 적대적인 것으로 돌변하였다. 이후 1915년 1차 세계대전이 발발, 니콜라이 2세가 총사령관으로써 전장으로 떠나면서 알렉산드라 황후를 제국의 섭정으로 임명하자, 이에 반감을 품은 황족들과 함께 황후를 저지하기 위해 활동한 것으로 알려졌다. 두마의 의장이었던 미하일 로지만코는 이 시기 마리 대공비가 "황후를 반드시 패퇴시켜야만 한다"라고 말했던 것을 기록하기도 하였으나, 실제로 마리 대공비가 반역에 가까운 이 같은 행동을 하였는지에 대한 공식적인 근거는 없다.

### 탈출과 사망
러시아 혁명이 발발하자 상트 페테르부르크에서 탈출하여 1917년에서 1918년 사이 코카서스에 정착하였으나, 볼셰비키의 세력이 가까이 접근하자 1918년 고깃배를 타고 코카서스를 떠나 아나파에 도달하였다. 키릴 블라디미로비치 대공의 황위 계승을 고대하였던 마리 대공비는 러시아 영토를 벗어나기를 거부하였으나, 1920년 결국 4남 안드레이 블라디미로비치 대공과 그의 정부 마틸드 크셰신스카야, 둘의 아들 블라디미르와 함께 이탈리아 배를 타고 베네치아로 탈출하였다. 이후 대공비는 스위스를 거쳐 프랑스에 정착하였고, 같은 해 건강이 악화되어 사망하였다.

## 자녀
- 장남 알렉산드르 블라디미로비치 대공
- 차남 키릴 블라디미로비치 대공
- 3남 보리스 블라디미로비치 대공
- 4남 안드레이 블라디미로비치 대공
- 장녀 옐레나 블라디미로브나 여대공

## 참고 문헌
- Julia P. Gelardi, From Splendor to Revolution; The Romanov Women 1847-1928, St. Martin's Griffin, 2011, ISBN 978-1250001610
- Robert K. Massie, Nicholas and Alexandra, Dell Publishing Co., 1967, ISBN 0-440-16358-7
- John Curtis Perry and Constantine Pleshakov, The Flight of the Romanovs, Basic Books, 1999, ISBN 0-465-02462-9